# 카피리음포시

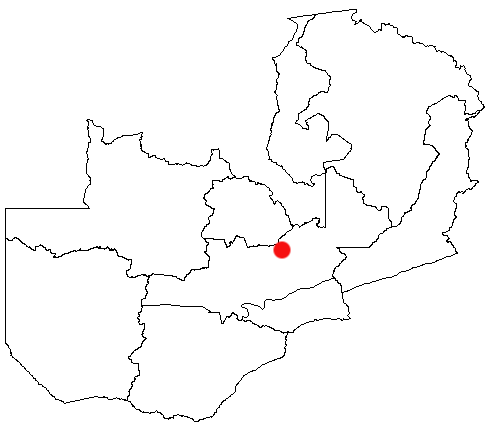
카피리음포시의 위치

카피리음포시(Kapiri Mposhi)는 잠비아 중부에 위치한 도시로, 행정 구역상으로는 중부 주에 속하며 루사카(잠비아의 수도) 북쪽에 위치한다. 철도 교통의 요충지이며 키트웨와 루사카, 리빙스턴을 연결하는 잠비아 철도 노선이 지나간다. 1976년 탄자니아 다르에스살람까지를 연결하는 타자라 철도가 개통되었다.